# Terceira Liga 2022-2023
La Terceira Liga 2022-2023 è stata la seconda edizione del campionato di calcio portoghese di terza divisione, nel suo nuovo formato. Iniziata il 19 agosto 2022, terminerà il 21 maggio 2023 con il playoff di ritorno per determinare chi sfiderà la 16ª classificata di Segunda Liga 2022-2023, mentre il 20 maggio avrà luogo la finalissima per determinare il campione di categoria. Vi hanno preso parte 24 squadre, divise in due gruppi da 12 secondo una ripartizione geografica. Per questa edizione è previsto un numero doppio di retrocessioni, 8 invece delle 4 della passata edizione, in modo da ridurre il numero di partecipanti, nel successivo campionato, da 24 a 20.

## Formato
La competizione si svolge con una prima fase con gironi all'italiana, per poi proseguire, in base al posizionamento di ciascuna squadra, con le fasi di promozione e retrocessione. Alla terza fase accedono i 2 vincitori dei gironi di Promozione (comunque già promossi in Segunda Liga 2023-2024) per determinare il campione di categoria, e i 2 secondi classificati dei gironi di promozione, che si sfidano in un playoff e la squadra vincente affronterà la 16ª classificata di Segunda Liga 2022-2023. La vincente di questo incontro acquisirà il titolo per iscriversi alla Segunda Liga 2023-2024, dando luogo ad una terza promozione, in caso a vincere sia la squadra proveniente dalla terza fase di Terceira Liga, o ad una salvezza, in caso a vincere sia la 16ª classificata di Segunda Liga.
Prima fase

Si disputano con girone all'italiana di andata e ritorno i due gironi, al termine del quale le squadre classificate ai primi quattro posti accedono alla fase successiva di Promozione e gli ultimi 8 accedono alla fase Retrocessione.
Seconda Fase
Gruppo Promozione

Le otto squadre qualificate vengono divise in due gironi da 4, che si sfidano in gare di andata e ritorno. Le due squadre classificate al primo posto sono automaticamente promosse in Segunda Liga e si sfidano in gara unica su campo neutro per determinare il campione di categoria. Le due squadre classificate al secondo posto nei rispettivi gironi si sfidano in un playoff, e la vincente sfida la squadra classificata al 16ºposto della Segunda Liga per aggiudicarsi l'ultimo posto disponibile.
In questa fase, le squadre vengono divise nei due gironi, chiamati Serie 1 e Serie 2, secondo il seguente schema:
| Serie 1 | Serie 2 |
| 1° N    | 1° S    |
| 2° S    | 2° N    |
| 3° S    | 3° N    |
| 4° N    | 4° S    |

Gruppo retrocessione
Le squadre classificate dal 5º al 12º posto durante la prima fase vengono suddivise in 4 gironi da quattro squadre, che si sfidano in gare di andata e ritorno. In base al loro posizionamento nella prima fase, vengono assegnati dei punti di partenza, a partire dai 5° classificati a cui ne spettano 8 fino ad arrivare ai 12° classificati a cui ne spetta 1. Le 8 squadre che si classificano agli ultimi due posti dei quattro gironi vengono retrocesse nel Campeonato de Portugal. In questa fase, le squadre vengono divise nei quattro gironi, chiamati Serie 3, Serie 4, Serie 5 e Serie 6, secondo il seguente schema:
| Serie 3 | Serie 4 | Serie 5 | Serie 6 |
| 5° N    | 6° N    | 5° S    | 6° S    |
| 7° N    | 8° N    | 7° S    | 8° S    |
| 9° N    | 10° N   | 9° S    | 10° S   |
| 11° N   | 12° N   | 11° S   | 12° S   |

## Squadre
A sostituire Torreense e Oliveirense, promosse in Segunda Liga al termine dell'edizione precedente, con la sconfitta dell'Alverca nello spareggio contro la 16ª classificata dello stesso campionato, vi sono le retrocesse Varzim e Academica, mentre le retrocesse dalla Terceira Liga 2021-2022 Lusitania, Pevidem, Santarem e Oriental Dragon, e l'esclusa Cova da Piedade vengono sostituite dalle neo-promosse Belenenses, Fontinhas, Moncarapachense, Paredes e Länk Vilaverdense, per un totale di 24 squadre, al pari della passata edizione.

## Partite

### Prima Fase
Nella prima fase, le 24 squadre sono divise in due raggruppamenti da 12, in base a criteri geografici.

#### Raggruppamento Nord
| Pos. | Squadra             | Pt | G  | V  | N  | P  | GF | GS | DR  |
| ---- | ------------------- | -- | -- | -- | -- | -- | -- | -- | --- |
| 1.   | Felgueiras 1932     | 44 | 22 | 13 | 5  | 4  | 32 | 22 | +10 |
| 2.   | Länk Vilaverdense   | 40 | 22 | 10 | 10 | 2  | 34 | 18 | +16 |
| 3.   | Sanjoanense         | 36 | 22 | 9  | 9  | 4  | 28 | 19 | +9  |
| 4.   | Braga B             | 35 | 22 | 9  | 8  | 5  | 29 | 18 | +11 |
| 5.   | Varzim              | 33 | 22 | 9  | 6  | 7  | 23 | 19 | +4  |
| 6.   | Canelas 2010        | 30 | 22 | 8  | 6  | 8  | 27 | 27 | 0   |
| 7.   | São João de Ver     | 29 | 22 | 6  | 11 | 5  | 22 | 19 | +3  |
| 8.   | Paredes             | 28 | 22 | 7  | 7  | 8  | 16 | 19 | -3  |
| 9.   | Fafe                | 25 | 22 | 7  | 4  | 11 | 18 | 31 | -13 |
| 10.  | Anadia              | 23 | 22 | 6  | 5  | 11 | 25 | 33 | -8  |
| 11.  | Montalegre          | 21 | 22 | 5  | 6  | 11 | 26 | 33 | -7  |
| 12.  | Vitória Guimarães B | 12 | 22 | 3  | 3  | 16 | 18 | 40 | -22 |

Legenda:
      Ammesso al Gruppo Promozione.
      Ammesso al Gruppo Retrocessione.
Regolamento:
Tre punti a vittoria, uno a pareggio, zero a sconfitta.
In caso di arrivo di due o più squadre a pari punti, la graduatoria verrà stilata secondo la classifica avulsa tra le squadre interessate che prevede, in ordine, i seguenti criteri:
- Punti negli scontri diretti;
- Differenza reti negli scontri diretti;
- Differenza reti generale;
- Reti realizzate in generale;
- Numero di vittorie;
- Gol fatti.

#### Raggruppamento Sud
| Pos. | Squadra            | Pt | G  | V  | N | P  | GF | GS | DR  |
| ---- | ------------------ | -- | -- | -- | - | -- | -- | -- | --- |
| 1.   | Amora              | 48 | 22 | 15 | 3 | 4  | 42 | 22 | +20 |
| 2.   | União Leiria       | 47 | 22 | 15 | 2 | 5  | 45 | 22 | +23 |
| 3.   | Alverca            | 40 | 22 | 11 | 7 | 4  | 30 | 18 | +12 |
| 4.   | Belenenses         | 35 | 22 | 10 | 5 | 7  | 38 | 27 | +11 |
| 5.   | Sporting Lisbona B | 34 | 22 | 11 | 1 | 10 | 28 | 26 | +2  |
| 6.   | Caldas             | 31 | 22 | 8  | 7 | 7  | 30 | 29 | +1  |
| 7.   | Oliveira Hospital  | 26 | 22 | 6  | 8 | 8  | 29 | 36 | -7  |
| 8.   | Académica (-1)     | 25 | 22 | 7  | 5 | 10 | 22 | 32 | -10 |
| 9.   | Vitória Setúbal    | 23 | 22 | 6  | 5 | 11 | 31 | 42 | -11 |
| 10.  | Fontinhas          | 22 | 22 | 5  | 7 | 10 | 24 | 36 | -12 |
| 11.  | Real SC            | 20 | 22 | 6  | 2 | 14 | 27 | 30 | -3  |
| 12.  | Moncarapachense    | 17 | 22 | 5  | 2 | 15 | 25 | 51 | -26 |

Legenda:
      Ammesso al Gruppo Promozione.
      Ammesso al Gruppo Retrocessione.
Note:
Academica ha scontato 1 punto di penalizzazione
Regolamento:
Tre punti a vittoria, uno a pareggio, zero a sconfitta.
In caso di arrivo di due o più squadre a pari punti, la graduatoria verrà stilata secondo la classifica avulsa tra le squadre interessate che prevede, in ordine, i seguenti criteri:
- Punti negli scontri diretti;
- Differenza reti negli scontri diretti;
- Differenza reti generale;
- Reti realizzate in generale;
- Numero di vittorie;
- Gol fatti.

### Seconda Fase
Nella seconda fase, le 24 squadre sono divise in due serie di Promozione, Serie 1 e Serie 2 ognuna da 4 squadre, e quattro serie Retrocessione, Serie 3, 4, 5 e 6 ognuna da 4 squadre.

#### Gruppo Promozione

##### Serie 1
| Pos. | Squadra         | Pt | G | V | N | P | GF | GS | DR |
| ---- | --------------- | -- | - | - | - | - | -- | -- | -- |
| 1.   | União Leiria    | 15 | 6 | 5 | 0 | 1 | 12 | 4  | +8 |
| 2.   | Braga B         | 9  | 6 | 3 | 0 | 3 | 5  | 5  | 0  |
| 3.   | Alverca         | 7  | 6 | 2 | 1 | 3 | 7  | 9  | -2 |
| 4.   | Felgueiras 1932 | 4  | 6 | 1 | 1 | 4 | 4  | 10 | -6 |

Legenda:
      Promosso in Segunda Liga 2023-2024.
      Ammesso ai Playoff.

##### Serie 2
| Pos. | Squadra           | Pt | G | V | N | P | GF | GS | DR |
| ---- | ----------------- | -- | - | - | - | - | -- | -- | -- |
| 1.   | Belenenses        | 11 | 6 | 3 | 2 | 1 | 8  | 4  | +4 |
| 2.   | Länk Vilaverdense | 11 | 6 | 3 | 2 | 1 | 9  | 2  | +7 |
| 3.   | Sanjoanense       | 8  | 6 | 2 | 2 | 2 | 4  | 6  | -2 |
| 4.   | Amora             | 3  | 6 | 1 | 0 | 5 | 4  | 13 | -9 |

Legenda:
      Promosso in Segunda Liga 2023-2024.
      Ammesso ai Playoff.

#### Gruppo Retrocessione

##### Serie 3
| Pos. | Squadra         | Pt | G | V | N | P | GF | GS | DR |
| ---- | --------------- | -- | - | - | - | - | -- | -- | -- |
| 1.   | Varzim          | 16 | 6 | 2 | 2 | 2 | 6  | 6  | 0  |
| 2.   | Fafe            | 15 | 6 | 3 | 2 | 1 | 9  | 6  | +3 |
| 3.   | São João de Ver | 14 | 6 | 2 | 2 | 2 | 6  | 6  | 0  |
| 4.   | Montalegre      | 8  | 6 | 2 | 0 | 4 | 5  | 8  | -3 |

Legenda:
      Retrocesso in Campeonato de Portugal.

##### Serie 4
| Pos. | Squadra             | Pt | G | V | N | P | GF | GS | DR |
| ---- | ------------------- | -- | - | - | - | - | -- | -- | -- |
| 1.   | Canelas 2010        | 21 | 6 | 4 | 2 | 0 | 11 | 6  | +5 |
| 2.   | Anadia              | 11 | 6 | 2 | 2 | 2 | 10 | 10 | 0  |
| 3.   | Paredes             | 11 | 6 | 1 | 3 | 2 | 6  | 7  | -1 |
| 4.   | Vitória Guimarães B | 4  | 6 | 0 | 3 | 3 | 4  | 8  | -4 |

Legenda:
      Retrocesso in Campeonato de Portugal.

##### Serie 5
| Pos. | Squadra            | Pt | G | V | N | P | GF | GS | DR |
| ---- | ------------------ | -- | - | - | - | - | -- | -- | -- |
| 1.   | Sporting Lisbona B | 16 | 6 | 2 | 2 | 2 | 8  | 8  | 0  |
| 2.   | Oliveira Hospital  | 15 | 6 | 3 | 0 | 3 | 8  | 8  | 0  |
| 3.   | Vitória Setúbal    | 15 | 6 | 3 | 2 | 1 | 7  | 6  | +1 |
| 4.   | Real SC            | 8  | 6 | 2 | 0 | 4 | 6  | 7  | -1 |

Legenda:
      Retrocesso in Campeonato de Portugal.

##### Serie 6
| Pos. | Squadra         | Pt | G | V | N | P | GF | GS | DR |
| ---- | --------------- | -- | - | - | - | - | -- | -- | -- |
| 1.   | Académica       | 18 | 6 | 4 | 1 | 1 | 8  | 3  | +5 |
| 2.   | Caldas          | 14 | 6 | 2 | 1 | 3 | 9  | 8  | +1 |
| 3.   | Fontinhas       | 11 | 6 | 2 | 2 | 2 | 6  | 8  | -2 |
| 4.   | Moncarapachense | 6  | 6 | 1 | 2 | 3 | 3  | 7  | -4 |

Legenda:
      Retrocesso in Campeonato de Portugal.

### Terza Fase

#### Playoff per spareggio promozione
Andata
| Fao 14 maggio 2023, ore 16:00 | Braga B | 0 – 2 | Länk Vilaverdense | Sports Complex Football Club Fão |

Ritorno
| Braga 21 maggio 2023, ore 18:00 | Länk Vilaverdense | 2 – 1 | Braga B | Estádio Cruz do Reguengo |

Il Länk Vilaverdense sfiderà il Belenenses SAD, 16º classificato in Segunda Liga 2022-2023.

### Finalissima
La finalissima si disputerà tra Leiria e Belenenses, vincitori rispettivamente di Serie 1 e Serie 2 del Gruppo Promozione, per attribuire il simbolico titolo di campione di categoria.

#### Gara Unica
| Lisbona 20 maggio 2023, ore 17:15 | União Leiria | 1 – 0 | Belenenses | Estádio Nacional do Jamor |